# 二氢化二茂钼
二氢化二茂钼是一种有机钼化合物，化学式为(η5-C5H5)2MoH2，或简写为Cp2MoH2。它是黄色对空气敏感的固体，可溶于一些有机溶剂。
它可由五氯化钼、环戊二烯基钠和硼氢化钠反应得到。它和氯仿反应，生成二氯化二茂钼。
它有“夹贝”式的结构，茂环不是平行的。